# Estación de Lorca-San Diego
Lorca-San Diego es un apeadero ferroviario situado en la ciudad española de Lorca, en la Región de Murcia. Está ubicado junto a la calle Canal de San Diego. Forma parte de la línea C-2 de Cercanías Murcia/Alicante. 

## Situación ferroviaria
El apeadero forma parte de la línea férrea de ancho ibérico Murcia-Águilas, situada en el punto kilométrico 55,5.

## Historia
El 28 de marzo de 1885 fue inaugurada la línea Alcantarilla-Lorca, cuya construcción corrió a cargo de la Sociedad Anónima Crédito General de Ferrocarriles. Este trazado formaba parte de un proyecto más ambicioso para establercer un ferrocarril entre Murcia y Granada. Para la línea procedente de Alcantarilla se construyó una estación terminal, Lorca-San Diego. En la ciudad existía otra estación, la de Lorca-Sutullena, propiedad de la Great Southern of Spain Railway Company Limited. Esta empresa construyó un ramal de enlace entre ambas instalaciones, inaugurado en marzo de 1892.
En 1941, tras la nacionalización de los ferrocarriles de ancho ibérico, las instalaciones pasaron a manos de RENFE. En enero de 1985 se clausuró la línea Almendricos-Guadix, lo que significó que se perdiera la histórica conexión con Andalucía oriental. En 1989 la histórica estación de Lorca-San Diego y sus instalaciones fueron derribadas, centralizándose los servicios ferroviarios en Lorca-Sutullena. En su lugar, en San Diego se levantó un sencillo apeadero ferroviario. Desde enero de 2005 Renfe Operadora explota la línea mientras que Adif es la titular de las instalaciones ferroviarias.
Dentro del proyecto de la LAV Murcia-Almería en un principio se había previsto que el apeadero de Lorca-San Diego fuera suprimido y sustituido por una estación de alta velocidad, si bien en 2017 esta posibilidad quedó descartada (en tanto que la estación de alta velocidad sería situada en Lorca-Sutullena).

## Servicios ferroviarios

### Cercanías
Pertenece a la línea C-2 de Cercanías Murcia/Alicante. La frecuencia de paso es un tren cada 60 minutos.